# Sporastatiaceae
Sporastatiaceae Bendiksby & Timdal – rodzina grzybów z rzędu Rhizocarpales.

## Systematyka
Pozycja w klasyfikacji według Index Fungorum: Rhizocarpales, Lecanoromycetidae, Lecanoromycetes, Pezizomycotina, Ascomycota, Fungi.
Według aktualizowanej klasyfikacji Index Fungorum bazującej na Dictionary of the Fungi do rodziny tej należą rodzaje:
- Sporastatia A. Massal. 1854 – bruzdniczka
- Toensbergia Bendiksby & Timdal 2013[2].

Nazwy polskie według W. Fałtynowicza.